# John Hayes (homme politique)
Pour les articles homonymes, voir John Hayes.
John Henry Hayes, né le 23 juin 1958 à Woolwich (Grand Londres), est un homme politique britannique, membre du Parti conservateur. Il est plusieurs fois ministre et conseiller parlementaire principal de David Cameron. Il est fait conseiller privé en avril 2013, puis anobli en novembre 2018.
Hayes est considéré comme un conservateur social, protectionniste économique, communautaire et eurosceptique. Il soutient le retrait du Royaume-Uni de l'Union européenne (UE). Hayes est connu pour parler passionnément et théâtralement à la Chambre des communes et est décrit comme un « personnage coloré » qui est « populaire et influent sur la droite conservatrice ».
Élu pour la première fois en 1997, il est député de la circonscription de South Holland et The Deepings, le siège conservateur le plus sûr du Royaume-Uni.

## Jeunesse et carrière
Hayes est né dans une famille ouvrière à Woolwich et grandit dans un logement social. Il fait ses études à la Colfe's Grammar School (Lewisham) et à l'université de Nottingham, où il obtient un BA en politique et un PGCE en histoire et en anglais. Hayes participe à une campagne pour créer une société de fumeurs de pipe affiliée à l'Union des étudiants. Il préside également l'Association conservatrice de l'Université de 1981 à 1982 tout en étant président de l'un des halls résidentiels, Lincoln's Junior Common Room, ainsi que trésorier de l'Union des étudiants de l'université de 1982 à 1983.
Hayes subit une grave blessure à la tête au début de la vingtaine, dont il ne s'est jamais complètement remis. Il participe régulièrement à la collecte de fonds pour la recherche sur les lésions cérébrales acquises et le soutien à ceux qui en souffrent,.
Avant d'entrer au Parlement, il est directeur des ventes pour The Data Base Ltd, une société informatique basée à Nottingham.
Il est élu au conseil du Nottinghamshire en 1985 où il est le porte-parole du groupe conservateur sur l'éducation et président de son comité des campagnes. Il y siège pendant 13 ans, se retirant après son élection à la Chambre des communes. Il se présente dans la circonscription de Derbyshire Nord-Est aux élections générales de 1987 mais est battu par Harry Barnes du Parti travailliste par 3 720 voix. Il s'y représente aux élections générales de 1992 et, bien qu'il ait augmenté le vote des conservateurs, termine à 6 270 voix derrière Barnes.

## Carrière parlementaire

### Premières années dans l'opposition (1997-2010)
Hayes est élu pour la première fois à la Chambre des communes pour le siège nouvellement créé de South Holland et The Deepings dans le Lincolnshire aux élections générales de 1997. Il obtient une majorité de 7 991 voix et est réélu avec des majorités accrues lors d'élections successives depuis avec des fluctuations de 4,4 % en 2001, 4,3 % en 2005 et 0,3 % en 2010, portant la part des conservateurs à 59,1 %, ce qui en fait un siège sûr pour les conservateurs. Il prononce son premier discours parlementaire le 2 juillet 1997.
Au Parlement, Hayes siège au comité spécial de l'agriculture, des pêches et de l'alimentation pendant deux ans à partir de 1997 et deux ans au comité de l'éducation et de l'emploi à partir de 1998. En 1999, il est nommé vice-président du Parti conservateur avec la responsabilité des campagnes par William Hague ; en 2000, il continue à jouer le rôle de ministre fantôme des Écoles dans l'équipe de l'éducation et des compétences. Il est nommé whip adjoint de l'opposition par Iain Duncan Smith — pour qui Hayes a été rédacteur de discours — en 2001, avant d'entrer dans son cabinet fantôme comme secrétaire fantôme de l'Agriculture et des Pêches en 2002.
En 2003, après que Michael Howard soit devenu chef du Parti conservateur, Hayes est nommé ministre fantôme du Logement et la Planification. Il est brièvement porte-parole sur les transports à la suite des élections générales de 2005 avant d'être nommé par David Cameron plus tard en 2005 comme porte-parole sur l'éducation et les compétences et en particulier sur l'enseignement professionnel. Il est promu par Cameron au poste de ministre fantôme de l'Apprentissage tout au long de la vie, de la Formation continue et de l'Enseignement supérieur en 2007.

### Les conservateurs au pouvoir (depuis 2010)
Le 13 mai 2010, Hayes est nommé ministre d'État chargé de la formation continue, des compétences et de l'apprentissage tout au long de la vie conjointement au ministère des Entreprises, de l'Innovation et des Compétences et au ministère de l'Éducation. Le 4 septembre 2012, il est nommé ministre d'État à l'Énergie au ministère de l'Énergie et du Changement climatique. Le 28 mars 2013, il est démis du DECC et remplacé par Michael Fallon. Hayes devient ministre sans portefeuille et conseiller parlementaire principal du Premier ministre au Bureau du Cabinet. Il est nommé au Conseil privé le 9 avril 2013.
Hayes est nommé ministre d'État au ministère des Transports dans le cadre du remaniement du 15 juillet 2014 avec la responsabilité des routes nationales, de la réforme de l'Office des routes et du projet de loi sur les infrastructures, et des questions maritimes. Il est également le porte-parole des communes sur la politique des bus.
Après les élections générales de 2015, Hayes est transféré au ministère de l'Intérieur, où il est nommé ministre d'État, ministre de la Sécurité, chargé de la lutte contre le terrorisme, de la sécurité, de la criminalité financière et de la cybercriminalité, entre autres.
Dans le gouvernement formé par Theresa May en juillet 2016, Hayes redevient ministre d'État au ministère des Transports. Il quitte son poste de ministre d'État aux Transports le 9 janvier 2018 lors d'un remaniement ministériel et est remplacé par Jo Johnson.

## Positions politiques
Hayes est résolument opposé à l'avortement, en toutes circonstances,. Il croit que la vie commence dès la conception et rejoint la Société pour la protection des enfants à naître.
Hayes décrit le retrait du Royaume-Uni de l'Union européenne comme quelque chose « auquel j'ai cru toute ma vie ». À la suite du référendum de 2016, il critique « l'hystérie stupéfaite » d'une « élite de l'establishment » qui n'a « jamais échoué auparavant à trouver son chemin ». Hayes est un protectionniste, rejetant le « libre-échange mondialiste » et affirmant sa conviction que le gouvernement devrait « redistribuer l'avantage ». Il soutient les droits de douane destinés à protéger « les emplois britanniques et les travailleurs britanniques ». Hayes critique « l'économie des petits boulots » et estime que seules « des carrières significatives qui contribuent au bien de la société » peuvent restaurer les opportunités économiques au sein des communautés locales qu'elles servent. Il est un ardent défenseur des petites et moyennes entreprises et est convaincu que « les coopératives, les mutuelles et les guildes peuvent remodeler et réformer [le] système économique ». Il avertit que le Parti conservateur « ne doit pas se permettre de s'endormir pour devenir le porte-parole des entreprises mondialistes ».
Hayes a toujours voté contre l'ouverture du mariage aux couples homosexuels. Conformément à ses opinions socialement conservatrices, il affirme que le mariage est uniquement l'union à vie d'un homme et d'une femme. Hayes soutient que le gouvernement devrait répondre avec « compassion » à ceux qui « se sentent obligés de s'identifier comme étant du sexe opposé » mais s'oppose aux propositions visant à permettre aux individus de changer leur sexe naturel sans consultation médicale. Il critique les « groupes LGBT radicaux » et déclare sa conviction que « nous devons réaffirmer que le genre n'a aucun sens s'il est séparé des faits biologiques ».
Hayes est membre de la Countryside Alliance et de la Society for the Protection of Unborn Children (SPUC). Il est président du All Party Group sur le handicap et secrétaire du All Party Group sur les lésions cérébrales. Depuis 2009, il est président d'honneur de la British Caribbean Association.

## Vie privée
Hayes épouse Susan Hopewell en 1997 ; ils ont deux fils. Hayes est nommé commandeur de l'ordre de l'Empire britannique (CBE) dans les honneurs de démission du Premier ministre David Cameron en 2016 pour ses fonctions politiques et publiques. En 2018, il est anobli, ce qui lui confère le prédicat de Sir.